# Enispa rufapicia
Enispa rufapicia är en fjärilsart som beskrevs av George Francis Hampson 1918. Enispa rufapicia ingår i släktet Enispa och familjen nattflyn. Inga underarter finns listade i Catalogue of Life.